# Gagrella peguana
Gagrella peguana is een hooiwagen uit de familie Sclerosomatidae.